# 키노피오
《키노피오(일본어: キノピオ)》는 버섯 왕국의 시중으로서 피치 공주를 지키는 역할이다. 하지만 거의 쿠파에게만 당하기만 하고 피치 공주를 거의 지켜 주지 못했다. 때때로 피치 공주에게 구함을 받는 경우도 있다. 버섯 모양의 머리에 작은 체구에 힘이 세며, 점프력은 떨어진다. 여자 키노피오는 키노피코이다. 대체로 색깔은 빨강이나, 파랑, 노랑, 보라, 초록, 시안 등 다른 색깔과 키노피코, 키노영감, 키노피오대장, 키노피치(키노피코의 변형) 등의 다른 종류가 있다. 슈퍼 마리오 오디세이에서는 굼바를 엄청 무서워하며 굼바로 캡쳐해 다가가면 소리를 지르며 무서워한다. 
버섯 왕국의 국민들의 대부분은 키노피오들과 헤이호들로 이루어져 있다. 하지만 헤이호와는 차이점이 존재하는데 헤이호는 돈만 주면 아무나 고용할 수 있는 반면 키노피오는 외전을 제외하면 쿠파에게 절대로 협력하지 않는다.
키노피오가 캐릭터로 지정된 첫 게임은 슈퍼 마리오 USA이다.
페이퍼 마리오:종이접기 킹에서는 구해주면 아이템,악세사리 등을 살 수 있다.
키노피오 중 몇명은 굼바로 변해버렸다.
슈퍼마리오 브라더스 줄거리에서는
키노피오는 쿠파가 마법을 걸어 모두 블록으로 만들었다.
키노피오의 디자인은 버섯과 관련된 것뿐 아니라, 슈퍼버섯의 파워업에서 직접적으로 기인하여 만들어졌다.